# Sangskriver
En sangskriver er en person der skriver både tekst og musik til en sang. En person der kun skriver tekster, kaldes en tekstforfatter eller lyriker, mens en person der kun skriver musik, kaldes en komponist. Begrebet singer-songwriter bruges ofte om en bestemt type kunstner, der optræder med egne skrevne sange, typisk akkompagneret af guitar eller klaver.